# Barney Oldfield's Race for a Life
Barney Oldfield's Race for a Life er en amerikansk stumfilm fra 1913 af Mack Sennett.

## Medvirkende
- Mabel Normand som Mabel
- Mack Sennett
- Ford Sterling
- Barney Oldfield som Barney Oldfield
- Raymond Hatton